# Pivovár v Sojkově
Divadelní hra Pivovár v Sojkově z roku 1823, jejímž autorem je Jan Nepomuk Štěpánek, vykresluje situaci českého venkova, obraz malebné české krajiny. Popisuje tradiční postavy vesnického života, zvyklosti (například nedělní navštěvování sváteční mše atd.) a nabádá k pocitu vlastenectví, používá živý a hovorový jazyk.
Ocitáme se na malé městě, kde každý zná každého a lidské životy jsou úzce propleteny. Zdejší vrchnostenský správce Ojíř se zamiloval mladé a vitální Bětušky z pivovaru a je odhodlán učinit vše, jen aby se s ní oženil a získal dohled nad pivovarským majetkem. Bětka samozřejmě Ojíře odmítá seč jí síly stačí, nelíbí se jí a je příliš starý a protivný (snad je zamilovaná i do někoho jiného), i její otec Sládek Chmel sňatek nepodporuje. Proto se vrchnostenský správce rozhodne pro nepoctivou způsob, jak donutit Bětku i jejího otce k ženitbě. Spolu se svým věrným pomocníkem písařem Kakadubiem zfalšují listiny a vyhrožují, že Chmel přijde o svou živnost – pivovar. Jedinou možností, jak zachránit majetek je tedy Bětuščina svatba se správcem. Ani Ojíř ani Kakadubius nejsou v pivovaru oblíbení, však si z písaře často tropí zdejší pomocníci kruté žerty, až jej musí Ojíř vytahovat z bryndy.
Správce s písařem provozují zvláštní správu úředních záležitostí, s každým, kdo přinese něco dobrého či užitečného ze svého hospodářství, jednají o poznání uctivěji než s méně důležitým a zámožným člověkem z obce. Je to určitá kritika byrokracie, která si myslí, že může rozhodovat o všem a podle toho se také chová.
Po delší době se z vojny vrací mlynářův syn Antonín Kudrna a má v úmyslu se oženit s Bětuškou, na kterou si před svým odchodem myslel. Nepřichází však sám, doprovází jej kamarád Ferdinand, který sám sebe považuje za sirotka a chce odhalit svou skutečnou minulost, která pravděpodobně může mít kořeny v tomto kraji. Zatím však Ferdinand uvažuje o vstupu do kláštera. Oba muži potkávají Bětušku, ale ta je zklamaná Antonínových chováním k ní, mladík nevyjadřuje zvláštní radost z jejich opětovného setkání a dívce se zalíbí spíše jeho kamarád Ferdinand.
Antonín líčí situaci v Praze, kde se Češi stydí používat rodnou češtinu a mluví především němčinou. Ale je pravdou, že němčina se v té době stala úředním jazykem a hlavně ve městě jako Praha se obyčejný člověk bez alespoň základní znalosti jazyka německého neobešel. I takovou moc měli úředníci.
Antonín se chce dozvědět od správcovy hospodyně Korduly všechno o Ojířově ztraceném synovi, kterého všichni pokládají za mrtvého. Po smrti své matky Reginy klouček utekl a zmizel lidem z očí v blízkosti rybníka, takže předpokládali jeho utopení. Hospodyně nachází doklady svého svěřence a postupně vychází najevo, že oním ztraceným synkem je právě Ferdinand. Jako dítě utekl až do Prahy, kde se jej ujali hodní lidé, starali se o něj a nechali ho vystudovat.
Správce vidí v Antonínovi, který má nastoupit jako nový mlynář po svém otci, nepřítele a možnou hrozbu v záležitosti sňatku s Bětuškou a snaží se mladíkovi jeho návrat i pobyt značně znepříjemnit. Chce se ho zbavit a nechat zavřít, podobné úmysly má se sládkem Chmelem, pokud by mu nechtěl dát Bětušku za ženu.
Pravý Ferdinandův původ i vztah k Bětušce se vyjasní, Antonín se stane mlynářem, sládkovi zůstane jeho pivovar, chůva a hospodyně Kordula je spokojena, že nalezla svého ztraceného svěřence. Ferdinand se ožení se zamilovanou Bětkou a odpustí svému otci (správci Ojíři), jak se zachoval k němu i jeho matce a všichni mohou spokojeně žít.

## dílo dostupné online
- ŠTĚPÁNEK, Jan Nepomuk. Pivovár v Sojkově. [s.l.]: [s.n.], 1925. Dostupné online.